# Volgabus «Ситиритм»
Volgabus «СитиРитм» (CityRitm) — семейство российских городских низкопольных автобусов, электробусов и троллейбусов, производящихся на автобусном заводе «Volgabus» с 2005 года на базе серийных автобусов. В 2012 году проведён рестайлинг линейки.

## Волжанин «СитиРитм»

### Волжанин-5270.20-06 «СитиРитм 12»
В 2005 году холдинг «Волжанин» подготовил опытную 12-метровую полунизкопольную модель городского автобуса «Ситиритм-12». По сравнению с моделью Волжанин-5270 была также изменена планировка салона. Также больше не использовалось шасси Scania, как на Волжанин-6270. Руль вместе с приборной панелью поставила фирма «Siemens VDO».
В 2006 году был представлен экземпляр данной модели с кузовом из алюминиевых сплавов. Серийное производство автобуса происходило в 2007—2011 годах, произведено около 300 экземпляров.
Автобусы рассчитаны на перевозку 104 пассажиров, сидячих мест 28, из них четыре (в накопительной площадке) — откидные.
На автобус устанавливался шестицилиндровый двигатель Deutz BF6M1013FC мощностью 285 л. с. соответствующий экологическому стандарту Евро-3 и автоматическая шестиступенчатая коробка переключения передач ZF Ecomat 6 HP 502 °C. Ведущий мост ZF AV-132/90. Компановка заднеприводная, колёсная формула 4х2.
В 2012 году был проведён рестайлинг модели, автобус стал выпускаться под брендом Volgabus-5270.
| Город           | Предприятие                 | Кол-во |
| --------------- | --------------------------- | ------ |
| Санкт-Петербург | СПб ГУП «Пассажиравтотранс» | 6      |
| Волжский        | Автоколонна № 1732          | 16     |
| Тула            | МКП «Тулгорэлектротранс»    | 12     |

### Волжанин-6270.06 «СитиРитм 15»
В 2007 году холдинг «Волжанин» приступил к выпуску 15-метровых городских автобусов «СитиРитм-15» на базе трёхосного шасси с колёсной формулой 6х2. Это было связано с потребностью рынка в автобусах особо большого класса, где уже присутствовали ГолАЗ-6228 и МАЗ-107-065, а также высокой цены на шасси Scania, на базе которого выпускалась аналогичная модель автобуса Волжанин-6270.10. После прохождения испытаний двух экземпляров данной модели в 14-м автобусном парке, в конце 2007 года началось серийное производство данной модели автобуса. Фактически автобус стал выпускаться на смену практически одновременно со снятым с производства автобусом на шасси Scania Волжанин-6270.10. Первый представитель данной модели был передан в Мосгортранс, в 1-й автобусный парк.
Все московские «СитиРитмы-15», поступившие до 2010 года, за исключением 01376, имеют салоны, собранные на ТМЗ (как и практически все автобусы особо большой вместимости 2005—2009 г.в.), из-за чего они отличаются от других сидениями и цветом поручней. В 2010 году в Москву пришла партия «СитиРитмов-15» с заводским салоном, аналогичным московским СР-12. Аналогично как на Волжанине «СитиРитм-12», на автобус устанавливался шестицилиндровый двигатель Deutz BF6M1013FC мощностью 285 л. с., соответствующий экологическому стандарту Евро-3, и автоматическая шестиступенчатая коробка переключения передач ZF Ecomat 6HP502C. Ведущий мост — ZF AV-132/90. В отличие от автобуса Волжанин «СитиРитм-12», на автобусе отсутствуют ступеньки у всех дверей, в то время как на «СитиРитм-12» присутствует невысокая ступенька в заднем дверном проёме. Однако, «СитиРитм-15» имеет возвышение пола в районе ведущего моста. Кроме этого, на «СитиРитмах-15» устанавливаются шины более высокой размерности, чем на «СитиРитм-12». Шасси имеет трёхосную компановку с восемью колёсами, ведущая средняя ось со сдвоенными колёсами.
Серийно выпускался в 2007—2011 годах, произведено около 450 экземпляров.
| Город            | Предприятие                 | Кол-во |
| ---------------- | --------------------------- | ------ |
| Смоленск         | Автоколонна № 1308          | 10     |
| Волгоград        | Автоколонна № 1732, ПАТП-2  | 8      |
| Санкт-Петербург  | СПб ГУП «Пассажиравтотранс» | 4      |
| Тверь            | КАЭС-Сервис                 | 4      |
| Псков            | ГППО «Славяне»              | 4      |
| Великий Новгород | ОАО «Автобусный парк»       | 3      |

### Волжанин-6271 «СитиРитм 18»
Первая сочленённая 18-метровая модель автобуса ВАП «Волжанин», была выпущена в единственном экземпляре. Презентация машины прошла с 7 по 9 сентября 2010 года на выставке «Экспосититранс» в МВЦ Крокус-Экспо. Здесь же было подписано соглашение о передаче автобуса на контрольные испытания в ГУП «Мосгортранс».
Учитывая потребности транспортников в более маневренной машине высокой пассажировместимости, в 2010 году «Волжанин» выпустил сочленённый 18-метровый автобус «СитиРитм-18». В качестве технологического партнера проекта выступил немецкий концерн «MAN», который поставил на данный автобус шасси MAN A24 NG313F. Широкие накопительные площадки в сочетании с продуманной планировкой позволили увеличить общую пассажировместимость до рекордных для своего класса 178 человек. Машина имеет 4 широких дверных проема, облегчающих вход и выход пассажиров, а также систему наклона кузова (книлинга), адаптирующую высоту автобуса к посадочной площадке.
В 2011 году данная машина проходила испытания в 11-м автобусном парке Москвы, получив бортовой номер 11144, на 851-м и 194-м маршрутах, чуть позже один год работала на автобусном маршруте № 139 Метро «Филёвский парк» — Платформа Трёхгорка
С 2012 года двухсекционная модель автобуса выпускается под брендом Volgabus-6271.
| Волжанин-5270.20-06 «СитиРитм-12»    | Волжанин-5270.20-06 «СитиРитм-12» |
| ------------------------------------ | --------------------------------- |
|                                      |                                   |
| Завод-изготовитель                   | ВАП Волжанин                      |
| Выпускался, гг                       | 2005—2011                         |
| Экземпляры                           | около 250                         |
| Полная масса, т                      | 18,5                              |
| Снаряжённая масса, т                 | 11,0                              |
| Макс. скорость, км/ч                 | 90                                |
| Класс автобуса                       | большой                           |
| ЭКО стандарт                         | Евро-3                            |
| Вместимость                          |                                   |
| Мест для сидения                     | 21                                |
| Номинальная вместимость (5 чел./м²)  | 105                               |
| Габариты                             |                                   |
| Длина, мм                            | 11945                             |
| Ширина, мм                           | 2550                              |
| Высота по крыше, мм                  | 3150                              |
| Низкопольность, %                    | 100                               |
| Салон                                |                                   |
| Количество дверей для пассажиров     | 2 или 3                           |
| Двигатель                            |                                   |
| Модель двигателя                     | Deutz BF6M1013FC                  |
| Тип топлива                          | Дизельное                         |
| Количество цилиндров                 | 6                                 |
| Расположение цилиндров               | рядное                            |
| Мощность, л. с.                      | 285                               |
| Крутящий момент, Н·м                 | 1050                              |
| Объём, см³                           | 7146                              |
| Расход топлива при 60 км/ч, л/100 км | 38—45,9                           |
| Трансмиссия                          |                                   |
| Модель коробки передач               | ZF Ecomat 6 HP 502 C              |
| Тип коробки передач                  | автоматическая                    |
| Количество передач                   | 6                                 |
| Подвеска                             |                                   |
| Тип задней подвески                  | пневматическая, зависимая         |
| Тип передней подвески                | пневматическая, зависимая         |

| Волжанин-6270.06 «СитиРитм-15»       | Волжанин-6270.06 «СитиРитм-15» |
| ------------------------------------ | ------------------------------ |
|                                      |                                |
| Завод-изготовитель                   | ВАП Волжанин                   |
| Выпускался, гг                       | 2007—2011                      |
| Экземпляры                           | 450                            |
| Полная масса, т                      | 24,5                           |
| Снаряжённая масса, т                 | 14,5                           |
| Макс. скорость, км/ч                 | 90                             |
| Класс автобуса                       | особо большой                  |
| ЭКО стандарт                         | Евро-3                         |
| Вместимость                          |                                |
| Мест для сидения                     | 29                             |
| Номинальная вместимость (5 чел./м²)  | 116                            |
| Габариты                             |                                |
| Длина, мм                            | 14685                          |
| Ширина, мм                           | 2550                           |
| Высота по крыше, мм                  | 2970                           |
| Низкопольность, %                    | 100                            |
| Салон                                |                                |
| Количество дверей для пассажиров     | 3                              |
| Формула дверей                       | 2-2-2                          |
| Двигатель                            |                                |
| Модель двигателя                     | Deutz BF6M1013FC               |
| Тип топлива                          | Дизельное                      |
| Количество цилиндров                 | 6                              |
| Мощность, л. с.                      | 285                            |
| Крутящий момент, Н·м                 | 1050                           |
| Объём, см³                           | 7146                           |
| Расход топлива при 60 км/ч, л/100 км | 38—45,9                        |
| Трансмиссия                          |                                |
| Модель коробки передач               | ZF Ecomat 6 HP 502 C           |
| Тип коробки передач                  | автоматическая                 |
| Количество передач                   | 6                              |
| Подвеска                             |                                |
| Тип задней подвески                  | пневматическая, зависимая      |
| Тип передней подвески                | пневматическая, зависимая      |

| Волжанин-6271 «СитиРитм-18»          | Волжанин-6271 «СитиРитм-18» |
| ------------------------------------ | --------------------------- |
|                                      |                             |
| Завод-изготовитель                   | ВАП Волжанин                |
| Выпускался, гг                       | 2010                        |
| Экземпляры                           | 1                           |
| Полная масса, т                      | 28,0                        |
| Снаряжённая масса, т                 | 16,5                        |
| Макс. скорость, км/ч                 | 90                          |
| Класс автобуса                       | особо большой               |
| ЭКО стандарт                         | Евро-4                      |
| Вместимость                          |                             |
| Мест для сидения                     | 32                          |
| Номинальная вместимость (5 чел./м²)  | 147                         |
| Габариты                             |                             |
| Длина, мм                            | 17945                       |
| Ширина, мм                           | 2550                        |
| Высота по крыше, мм                  | 3150                        |
| Низкопольность, %                    | 100                         |
| Салон                                |                             |
| Количество дверей для пассажиров     | 4                           |
| Формула дверей                       | 2-2-2-2                     |
| Двигатель                            |                             |
| Модель двигателя                     | MAN D2066 LUH22             |
| Тип топлива                          | Дизельное                   |
| Количество цилиндров                 | 6                           |
| Мощность, л. с.                      | 310                         |
| Крутящий момент, Н·м                 | 1550                        |
| Объём, см³                           | 10518                       |
| Расход топлива при 60 км/ч, л/100 км | 38—45,9                     |
| Трансмиссия                          |                             |
| Модель коробки передач               | ZF Ecomat 4 6 HP 604 C      |
| Тип коробки передач                  | автоматическая              |
| Количество передач                   | 6                           |
| Подвеска                             |                             |
| Тип задней подвески                  | пневматическая, зависимая   |
| Тип передней подвески                | пневматическая, зависимая   |

## Volgabus-5270 «Ситиритм 12»
В 2012 году в производство была запущена рестайлинговая модификация 12-метрового автобуса на базе модели Волжанин-5270-20-06 с новым дизайном масок кузова и шахтным расположением двигателя. В целях удешевления автобуса алюминиевая обшивка кузова была заменена на стальную, с использованием композитных материалов.

### Volgabus-5270.00 «Ситиритм 12 DLF»
Низкопольная модификация, версия с дизельным двигателем MAN D0836. Эксплуатируются в Волгограде, Волжском, Воронеже, Удомле, Санкт-Петербурге, Курске, Ноябрьске. Выпущено 105 автобусов. Выпускался 2012—2017 годах.
- Volgabus-5270.02 — версия с двигателем Yuchai YC6L30[15]. Эксплуатируются в Волгограде, Санкт-Петербурге, Липецке, Нефтекамске, Певек, Перми, Москве, Улан-Удэ [16]. Выпущено не менее 319 автобусов. Выпускался в 2017—2019 и 2021—2023 годах.

- Volgabus-5270.04 — эксплуатируются в Владимире, Трёхгорном и Еманжелинске[17]. Выпускался в 2023—2024 годах, произведено 35 автобусов.

- Volgabus-5270.05 — версия с двигателем MAN D2066[18]. Выпускался в 2013 году. Выпущено 70 автобусов. Эксплуатируются в Санкт-Петербурге[19].

### Volgabus-5270.07 «Ситиритм 12 DLE»
Полунизкопольная модификация, версия с дизельным двигателем Yuchai YC6L310. Выпускался в 2012—2013 году. Выпущено 2 автобуса. Эксплуатируются в Екатеринбурге и Москве.

### Volgabus-5270.G0 «Ситиритм 12 GLF»
Газомоторная полностью низкопольная модификация, версия с двигателем MAN E0836. Выпускался двумя сериями в 2014 и 2018 годах — произведено 82 автобуса. Эксплуатируются во Владимире и Санкт-Петербурге.
В 2021 году в производство была запущена новая модификация автобуса Volgabus-5270 G4. Низкопольная модификация, версия с двигателем Weichai WP7NG290E51. Выпущено не менее 1263 автобусов, из которых 726 — на компримированном и 537 — на сжиженном газе. Эксплуатируются в Санкт-Петербурге, Владимире, Волгограде, Вологде, Курске, Астрахани, Челябинске, Сочи, Петрозаводске, Тамбове.
- Volgabus-5270.G4 (LNG) — модификация на сжиженном природном газе СПГ, производилась с 2021 года по н. в.
- Volgabus-5270.G4 (CNG) — модификация на сжатом природном газе КПГ, производится с 2022 года по н.в.

### Volgabus-5270.G2 «Ситиритм 12 GLE»
Газомоторная полунизкопольная модификация, версия с двигателем YUCHAI YC6L280. Производился в 2015 — 2022 годах. Выпущено не менее 1156 автобусов, из которых 854 — на компримированном и 302 — на сжиженном газе. Эксплуатируются в Перми, Волгоградской области, Воронеже, Владимирской области, Самарской области, Санкт-Петербурге, Оренбургской области, Сочи, Хабаровске, Краснодарском крае, Кемерово, Новокузнецке, Омске, Челябинске, Липецке.
- Volgabus-5270.G2 (LNG) — модификация на сжиженном природном газе СПГ, производилась в 2021—2023 годах.
- Volgabus-5270.G2 (CNG) — модификация на сжатом природном газе КПГ, производится с 2015 года по н.в.

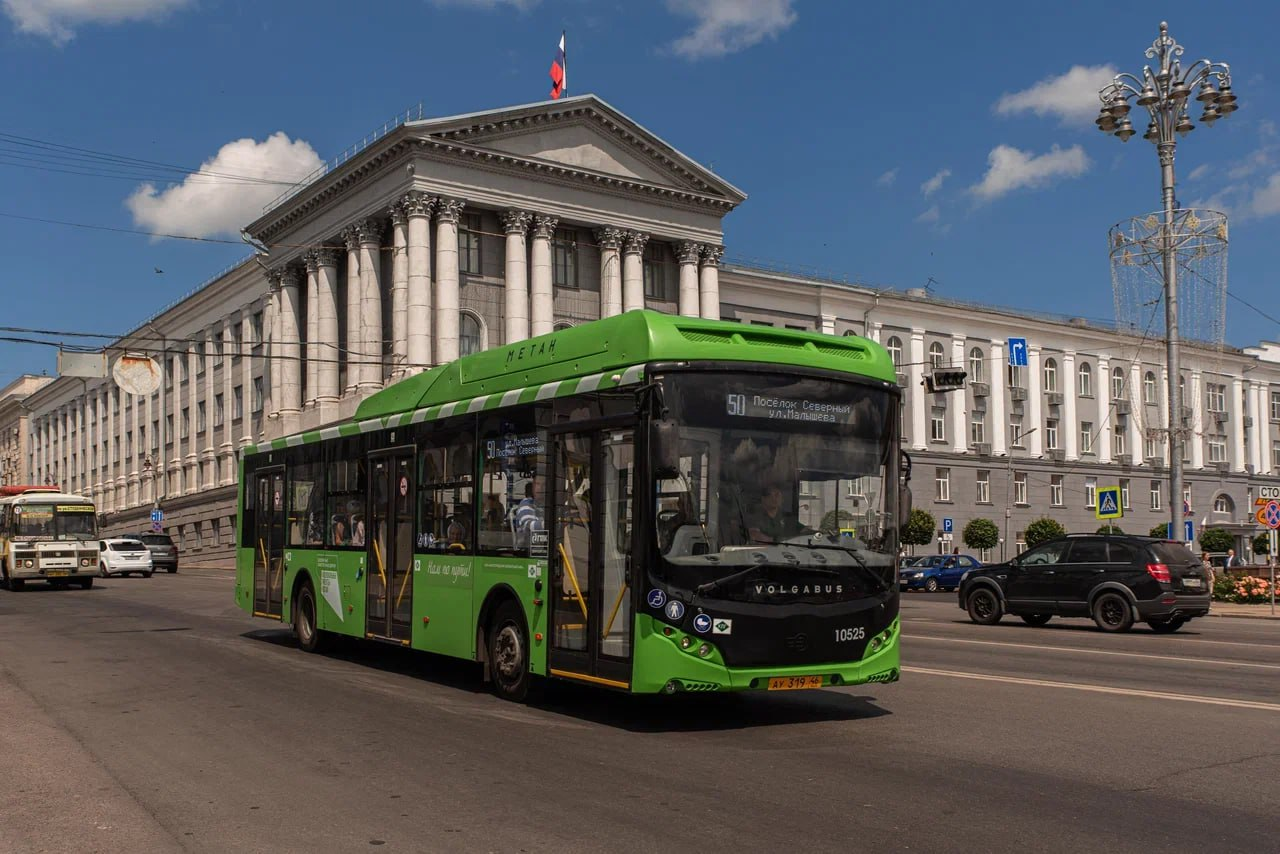
Volgabus 5270.G4 (CNG) в Курске
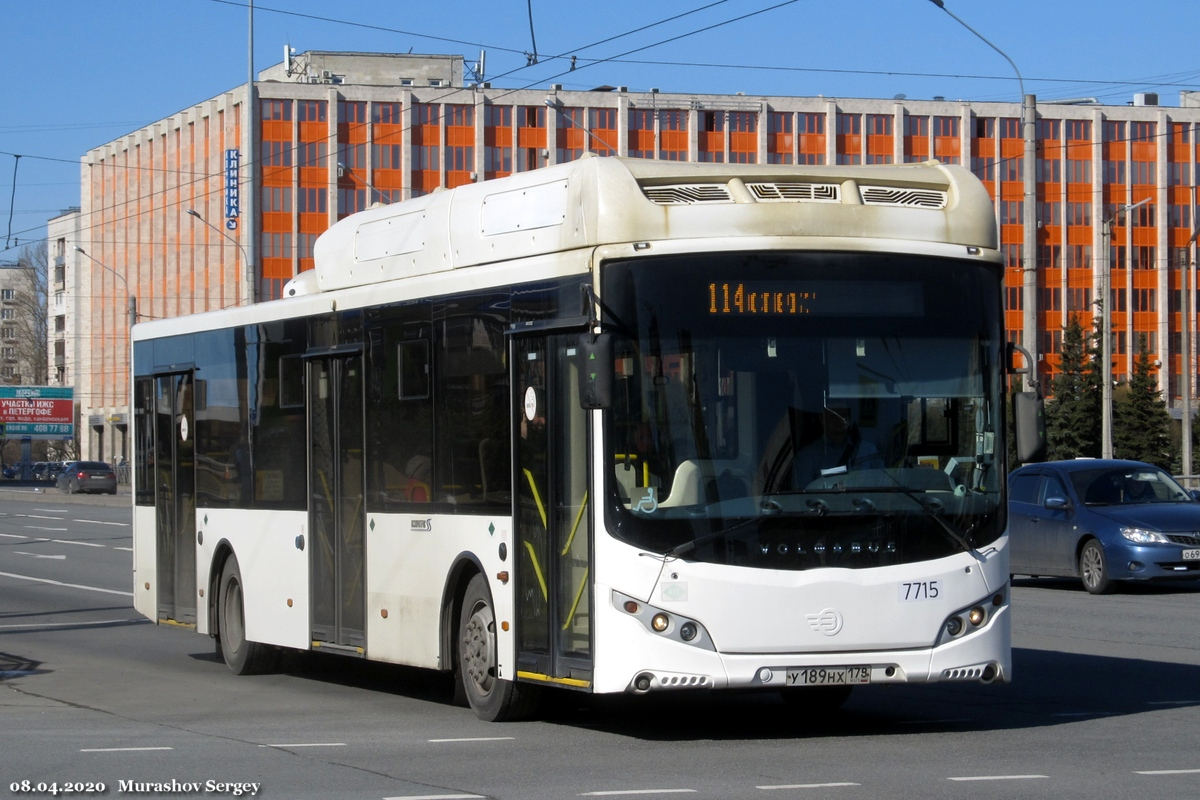
Автобус Volgabus-5270.G2 на площади Конституции в Санкт-Петербурге
Автобус Volgabus-5270.G4 в Вологде
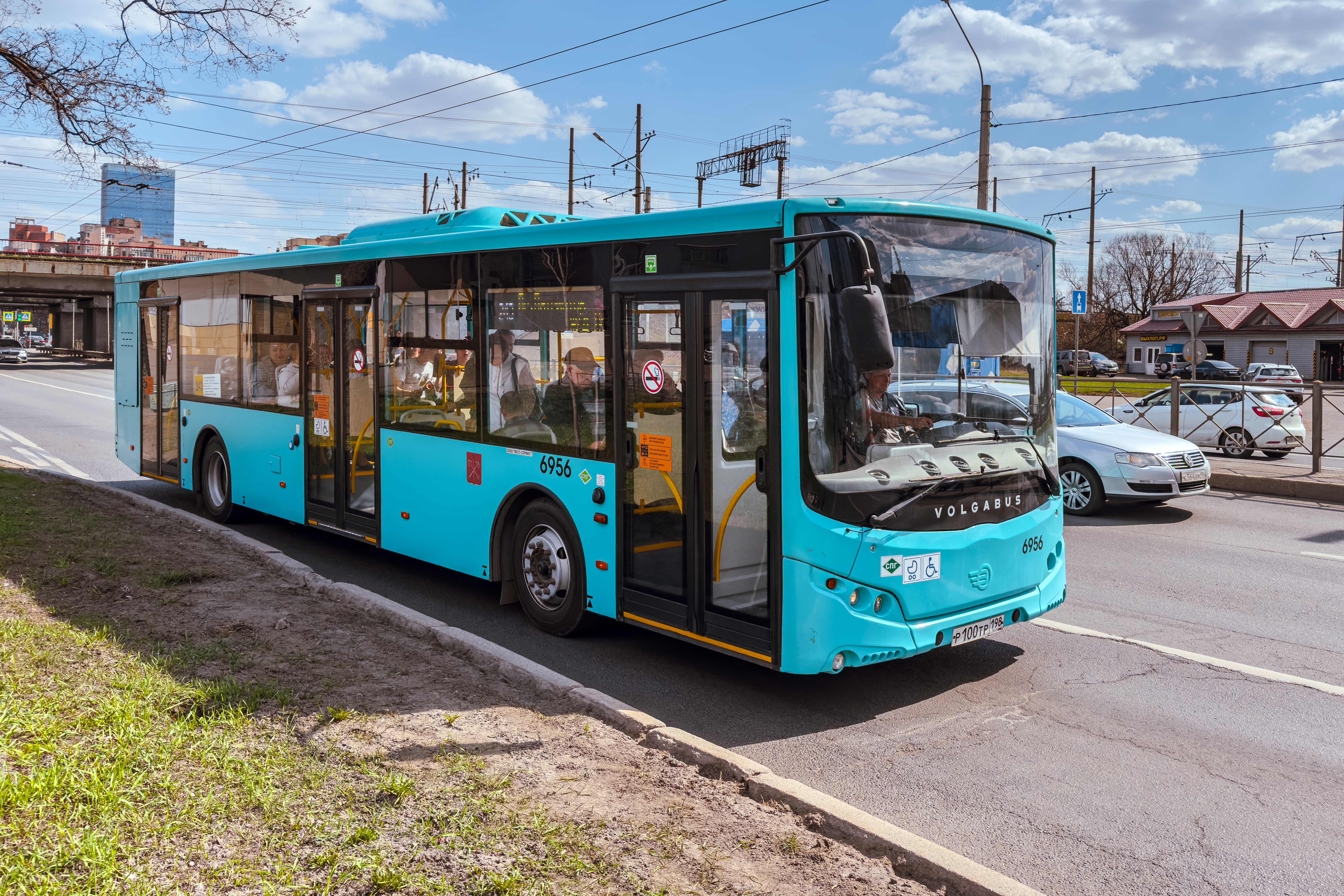
Volgabus-5270.G4 (LNG) на Ленинском проспекте в Санкт-Петербурге

## Гибридный автобус Volgabus-5270LH
Volgabus-5270LH — 12-метровый гибридный автобус, представленный на выставке Comtrans 2024. Испытания планировалось провести в 1 квартале 2025 года. Общая пассажировместимость автобуса составляет 111 человек, 28 из которых — сидячие. Заявленный расход топлива — на 40% меньше, чем у автобусов с ДВС. Мощность силовой установки составляет 300 кВт, а крутящий момент — 1000 Н·м.

## Электробус Volgabus-5270.E0 «Ситиритм 12 ELF»
Первый опытный электробус на базе серийного автобуса Volgabus 5270 был представлен в Волгограде летом 2017 года. В течение года было произведено около десятка таких электробусов, поступивших на обкатку в различные регионы.
Рестайлинговый электробус «Ситиритм 12 ELF» был разработан на базе электробуса Volgabus-5270.Е0 и представлен в Москве на выставке «Транспорт России» в декабре 2017 года. Осенью 2018 года электробус Volgabus «CR 12E» (City Ritm 12E) был представлен на международном автомобильном салоне IAA-2018 в Германии. В 2018 году было произведено 10 электробусов Volgabus-5270.E0 «Ситиритм 12 ELF» и с марта 2019 года они эксплуатируются в Санкт-Петербурге.
В 2021 году на международном транспортном фестивале «SPbTransportFest» в Санкт-Петербурге был представлен электробус Volgabus-5270.E0  в обновлённом виде с изменённой маской кабины и овальной формой передних фар. В 2022 году новый электробус поступил в тестовую обкатку. В 2023 году было выпущено 20 машин, которые поступили в Краснодарский край и Саратовскую обл.
| Город           | Предприятие                 | Кол-во |
| --------------- | --------------------------- | ------ |
| Санкт-Петербург | СПб ГУП «Пассажиравтотранс» | 10     |

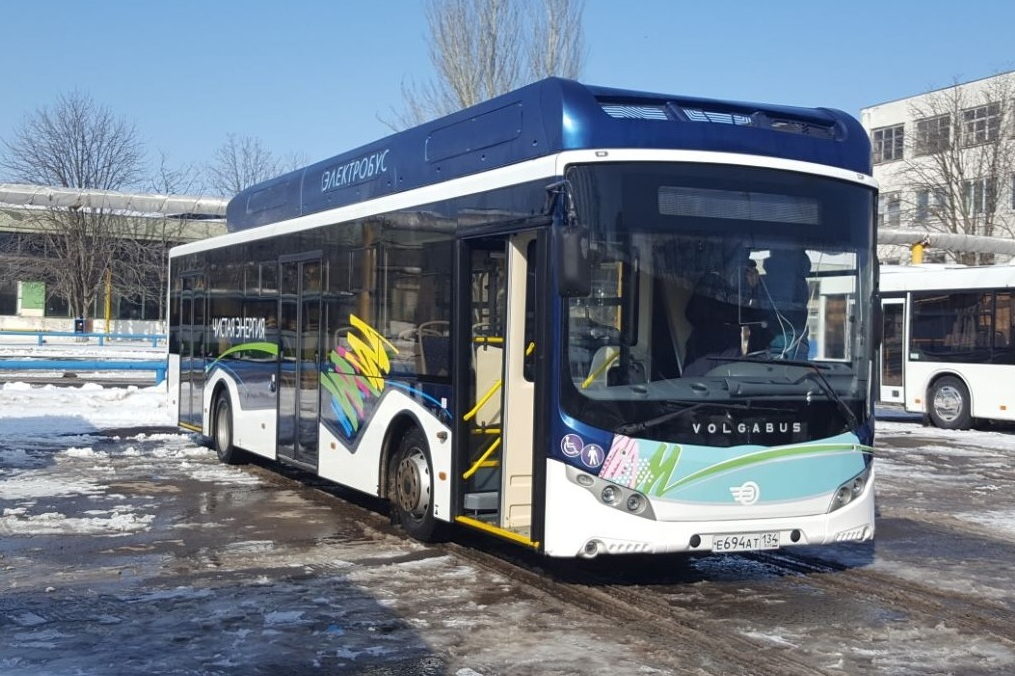
электробус Volgabus-5270.E0 в тестовой эксплуатации в Ростове-на-Дону.
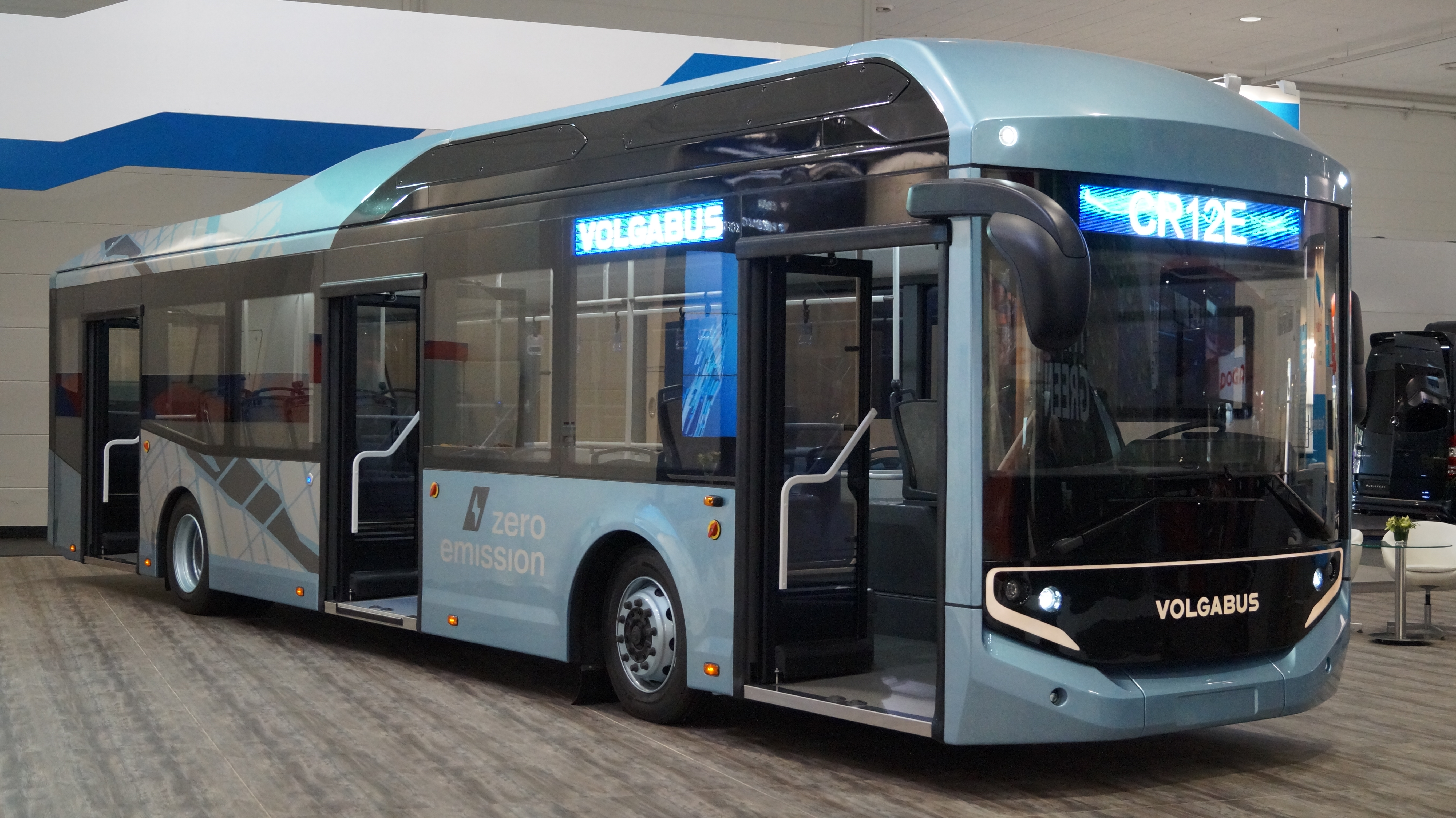
Volgabus CR12E на выставке IAA-2018
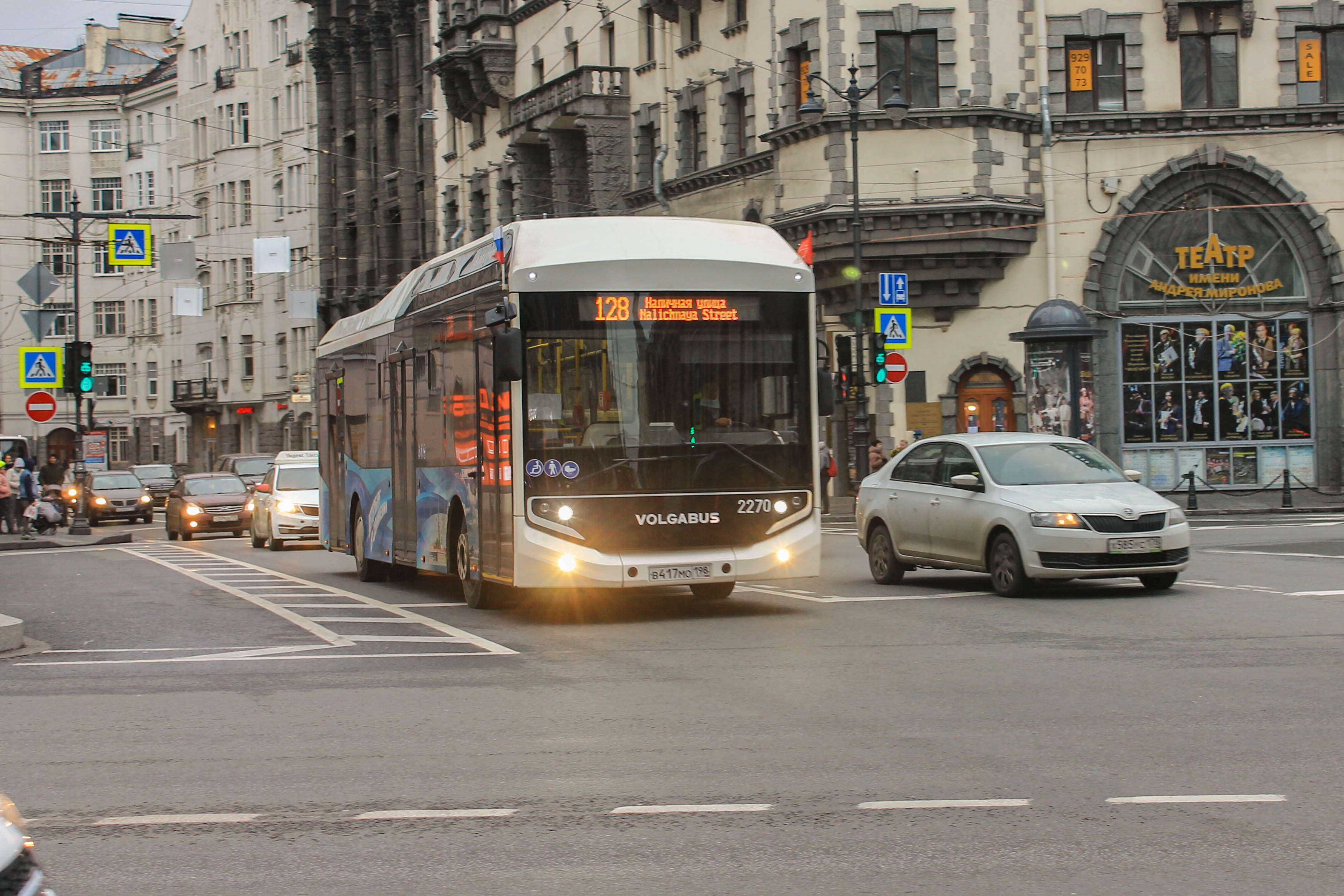
«Ситиритм 12 ELF» в Санкт-Петербурге на 128 маршруте, 2020 год.

## Электробус Volgabus-5270E
Volgabus-5270E был представлен на выставке «ТранспортФест 2024». Пассажировместимость транспортного средства составляет до 75 пассажиров.

## Volgabus-5270 «Cитиритм 10»
Городской 10-метровый автобус был впервые представлен на выставке КомТранс-2017

### Volgabus-5270.0Н «Cитиритм 10 DLE»
Дизельный полунизкопольный автобус с двигателем Yuchai YC6J220-50. Выпускался в 2018—2020 годах. Имеются пригородная и городская версии (различаются компоновкой салона и средней дверью). От 5270.00 отличается длиной (10 м против 12 м — укорочен) и отсутствием задней двери. Выпущен 281 автобус. Эксплуатируются в Московской, Кемеровской и Курской областях, также эксплуатировались в Псковской области с сентября 2018 года по 1 июня 2019 года субподрядной организацией, зарегистрированной в Московской области.

### Volgabus-5270.GН «Ситиритм 10 GLE»
Газомоторная версия полунизкопольного автобуса, выпускаемая с 2017 года, оснащался двигателем Yuchai YC6J210-50. От 5270.G0 и 5270.G2 отличается длиной (10 м против 12 м — укорочен) и отсутствием задней двери. Выпущено 281 автобусов. Эксплуатируются в Волгограде, Оренбурге, Чебоксарах, Липецке, Владимире, Хабаровске, Новокузнецке, Кемерове, Сосновом Бору, Ярославле, Ижевске, Тюмени, Томске, Новосибирске, Челябинске.

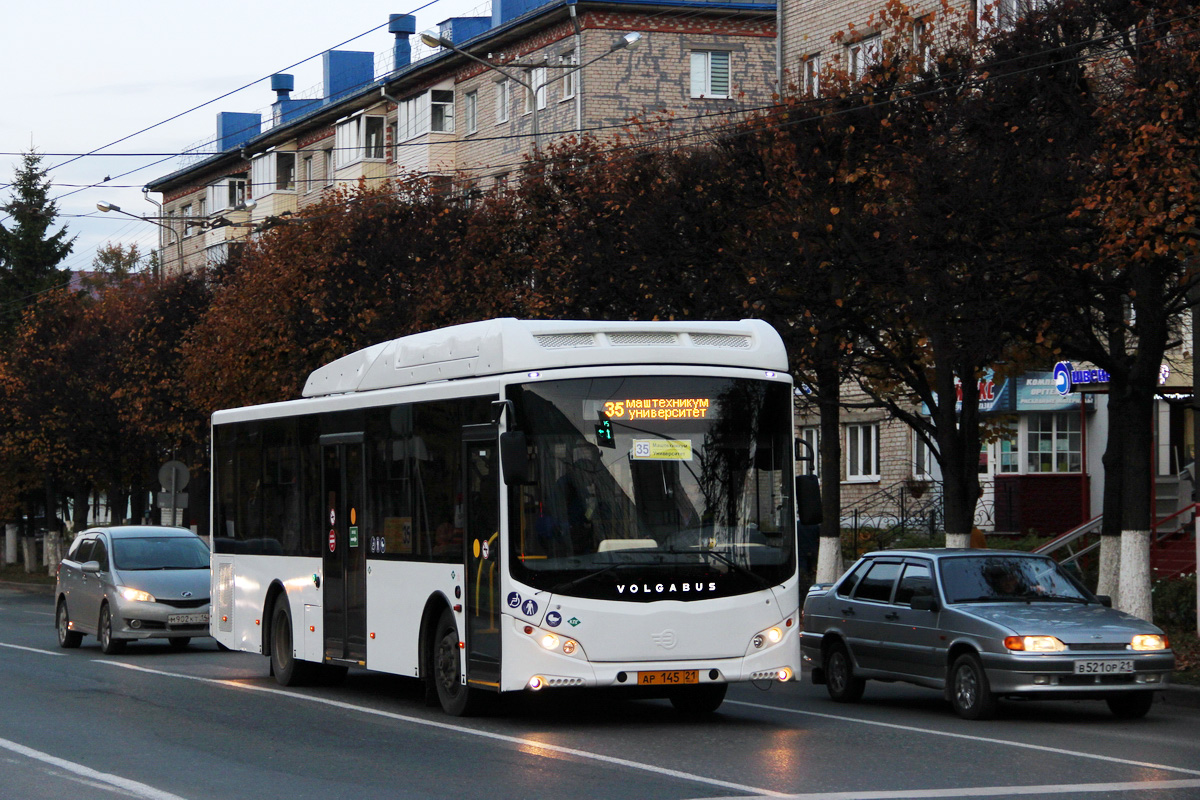
Volgabus-5270.GH в Чебоксарах
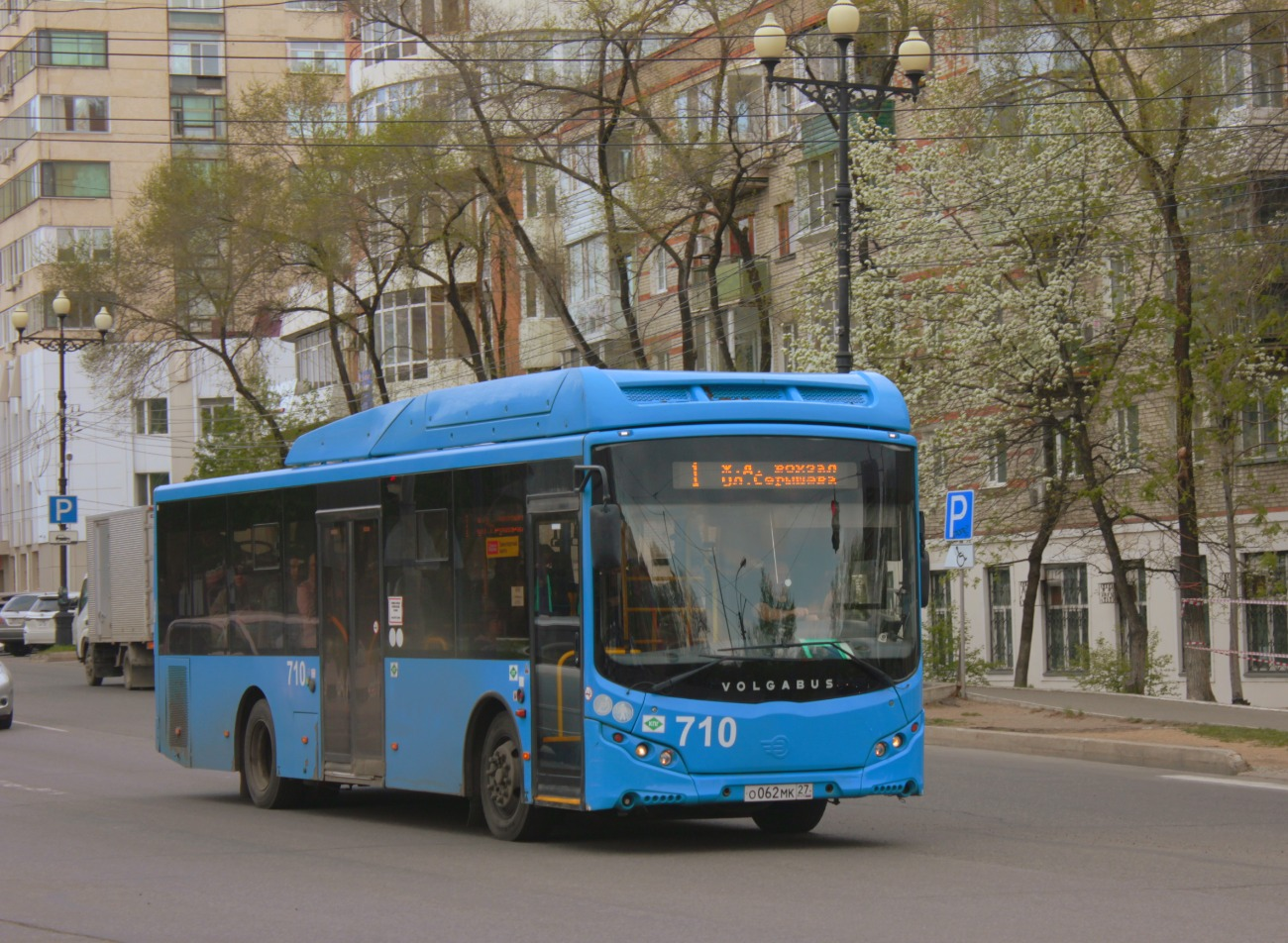
Автобус Volgabus-5270.GH в Хабаровске
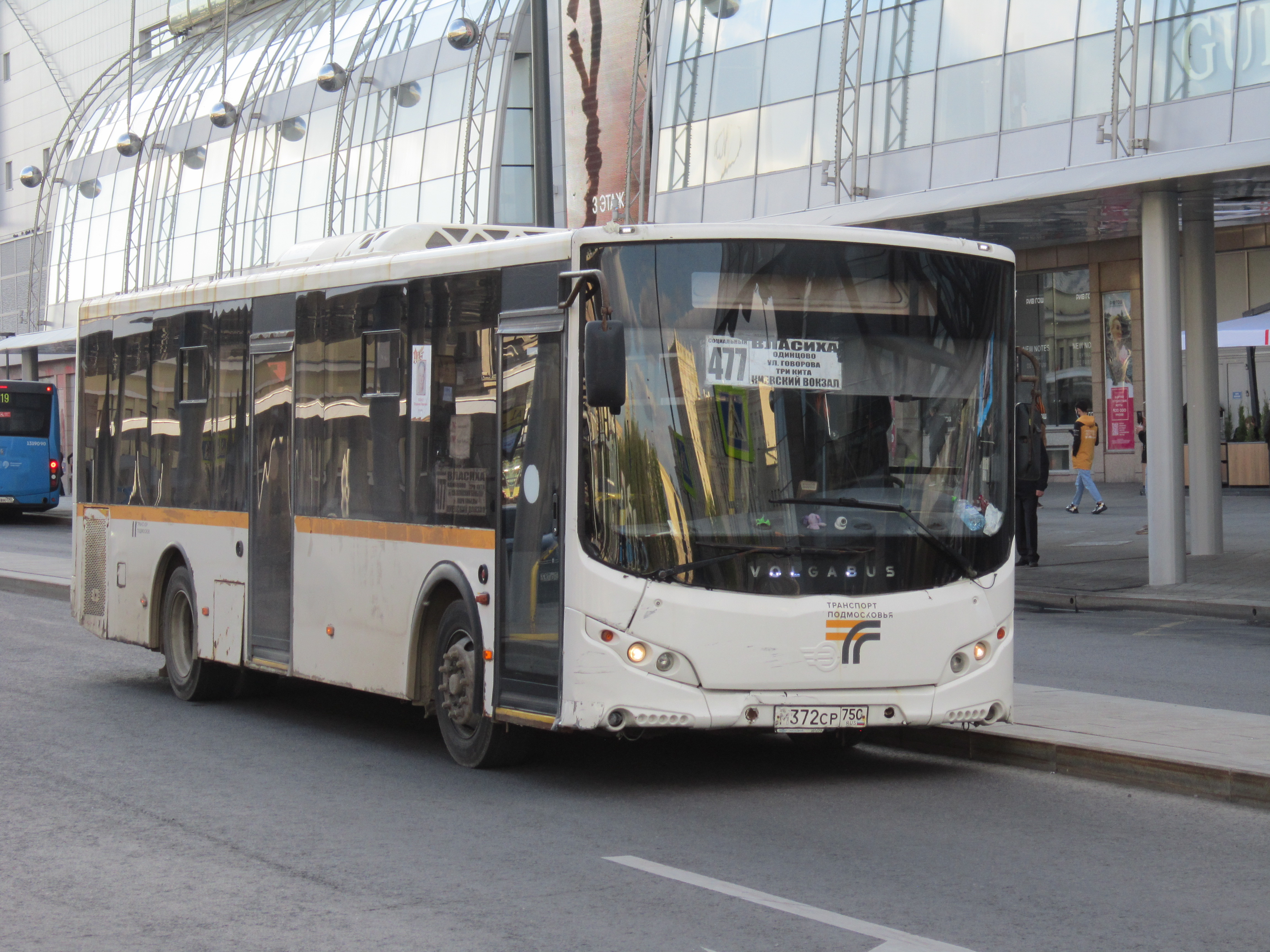
Автобус Volgabus-5270.0H на площади Киевского вокзала в Москве

## Volgabus-5270T «Пересвет»
Volgabus-5270T «Пересвет» — троллейбус с автономным ходом, представленный на выставке инновационного транспорта в рамках фестиваля «SPB Transport Fest».  Общая пассажировместимость составляет 90 человек. Модель разработана в партнёрстве с российскими научно-производственными предприятиями, поставляющими комплекты тягового и вспомогательного электрооборудования, аккумуляторные системы и прочие компоненты. Аккумуляторный блок полностью разработан в РФ. 
Троллейбус оснащён аккумулятором ёмкостью 62 кВт·ч и электродвигателем мощностью 115 кВт (156 л. с.). Ёмкость комплекта аккумуляторов составляет 102 А·ч, а рекордная плотность энергии — свыше 150 вт·ч/кг. Запас хода в автономном режиме варьируется от 20 до 40 км.

## Volgabus-6271 «СитиРитм 18»
Обновлённая версия Волжанин-6271 «СитиРитм-18» с новым дизайном масок кузова и шахтным расположением двигателя. Производится с 2012 года.
В 2012 году ожидалась партия из 170 данных автобусов в Москву. Согласно контракту, было поставлено 25 автобусов, однако у Мосгортранса возникли претензии к качеству, а также к выполнению технического задания заводом-изготовителем. Так, вместо узла сочленения для низкопольных автобусов марки Hübner на заводе устанавливался узел сочленения для высокопольных автобусов марки ATG с меньшим клиренсом, и последующие отгрузки были приостановлены. ГУП Мосгортранс подал иск в суд о расторжении контракта с заводом Волжанин из-за срыва поставок и несоответствия автобусов техническому заданию. Суд признал претензии необоснованными и обязал ГУП Мосгортранс принять 25 автобусов в эксплуатацию, в расторжении контракта было отказано. Тем не менее, ГУП Мосгортранс эти автобусы эксплуатировать отказался и подал апелляцию. Суд признал претензии Мосгортранса обоснованными и машины были возвращены на завод, часть из них после переделки оказалась в Санкт-Петербурге, а судьба 14 автобусов осталась неизвестной.
10 июня 2013 год Санкт-Петербург закупил 99 автобусов данной модели с поставкой до 2015 года. В течение 2015—2016 годов были поставлены ещё 77 автобусов и по состоянию на 2017 год в Санкт-Петербурге курсирует 176 автобусов данной модели.
Кроме упомянутых выше, 6 автобусов эксплуатируются в Химках, а один автобус, испытывавшийся в 2016—2017 годах в Москве, весной 2018 года был передан в Волгоград, где эксплуатировался до августа 2018, в сентябре 2018 был передан в городской округ Долгопрудный Московской области, затем в октябре 2018 передан во Владимир, серьёзно пострадал в ДТП, простаивает в нерабочем состоянии.
- Volgabus-6271.05 — Версия с более мощным двигателем MAN D2066LOH37, (Евро-5). Выпускался в 2016—2019 годах. Выпущено 165 автобусов данной модели, эксплуатируются в Санкт-Петербурге.
- Volgabus-6271.02 — Версия с двигателем Yuchai YC6L350-50, (Евро-5), Выпускается с 2022 года по н. в. Выпущено 110 автобусов данной модели, эксплуатируется в Санкт-Петербурге.
- Volgabus-6271.G2 — Версия с газовым двигателем Yuchai YC6L280N-52, (Евро-5), длина 18,5 метров. Выпускается с 2020 года по н.в. Выпущено более 115 автобусов данной модели, эксплуатируются в Новокузнецке, Перми, Челябинске и одна единица — в Кемерове.

| Volgabus-5270.GН «Ситиритм 10 GLE» | Volgabus-5270.GН «Ситиритм 10 GLE» |
| ---------------------------------- | ---------------------------------- |
| Volgabus-5270.GH в Чебоксарах      |                                    |
| Завод-изготовитель                 | Volgabus                           |
| Выпускался, гг                     | с 2017                             |
| Экземпляры                         | 260                                |
| Полная масса, т                    | 15 т                               |
| Снаряжённая масса, т               | 10,5 т                             |
| Макс. скорость, км/ч               | 90                                 |
| Класс автобуса                     | большой                            |
| ЭКО стандарт                       | Евро-5                             |
| Вместимость                        |                                    |
| Мест для сидения                   | 27—29                              |
| Габариты                           |                                    |
| Длина, мм                          | 10080                              |
| Ширина, мм                         | 2500                               |
| Высота по крыше, мм                | 3200                               |
| Низкопольность, %                  | 50%                                |
| Салон                              |                                    |
| Количество дверей для пассажиров   | 2                                  |
| Формула дверей                     | 1-2                                |
| Двигатель                          |                                    |
| Модель двигателя                   | Yuchai YC6J210N-52 (Евро-5)        |
| Тип топлива                        | газ                                |
| Количество цилиндров               | 6                                  |
| Расположение цилиндров             | рядное                             |
| Мощность, л. с.                    | 146 кВт 210 л/с                    |
| Трансмиссия                        |                                    |
| Тип коробки передач                | МКПП или АКПП                      |
| Количество передач                 | 6                                  |
| Подвеска                           |                                    |
| Тип задней подвески                | пневматическая, зависимая          |
| Тип передней подвески              | пневматическая, зависимая          |

| Volgabus-5270 «Ситиритм-12»          | Volgabus-5270 «Ситиритм-12»                                                     |
| ------------------------------------ | ------------------------------------------------------------------------------- |
|                                      |                                                                                 |
| Завод-изготовитель                   | Volgabus                                                                        |
| Выпускался, гг                       | с 2012                                                                          |
| Экземпляры                           | не менее 3044                                                                   |
| Полная масса, т                      | 18,5                                                                            |
| Снаряжённая масса, т                 | 11,0                                                                            |
| Макс. скорость, км/ч                 | 90 (городской режим) 120 (режим трассы)                                         |
| Класс автобуса                       | большой                                                                         |
| ЭКО стандарт                         | Евро-5                                                                          |
| Габариты                             |                                                                                 |
| Длина, мм                            | 11945                                                                           |
| Ширина, мм                           | 2550                                                                            |
| Высота по крыше, мм                  | 3150                                                                            |
| Низкопольность, %                    | 100                                                                             |
| Салон                                |                                                                                 |
| Количество дверей для пассажиров     | 3                                                                               |
| Формула дверей                       | 2-2-2                                                                           |
| Двигатель                            |                                                                                 |
| Модель двигателя                     | MAN D0836 MAN D2066 MAN E0836 Yuchai YC6L310 Yuchai YC6L280 Weichai WP7NG290E51 |
| Количество цилиндров                 | 6                                                                               |
| Мощность, л. с.                      | 290 320                                                                         |
| Расход топлива при 60 км/ч, л/100 км | 38—45,9                                                                         |
| Трансмиссия                          |                                                                                 |
| Модель коробки передач               | ZF 6HP504C                                                                      |
| Тип коробки передач                  | автоматическая                                                                  |
| Количество передач                   | 6                                                                               |

| Volgabus-6271.05 «Ситиритм-18 DLF»  | Volgabus-6271.05 «Ситиритм-18 DLF»      |
| ----------------------------------- | --------------------------------------- |
| Volgabus-6271.05 в Санкт-Петербурге |                                         |
| Завод-изготовитель                  | Volgabus                                |
| Выпускался, гг                      | 2016—2019                               |
| Экземпляры                          | 165                                     |
| Снаряжённая масса, т                | 28                                      |
| Макс. скорость, км/ч                | 90 (городской режим) 120 (режим трассы) |
| Класс автобуса                      | особо большой                           |
| ЭКО стандарт                        | Евро-5                                  |
| Вместимость                         |                                         |
| Мест для сидения                    | 32—39                                   |
| Габариты                            |                                         |
| Длина, мм                           | 17990                                   |
| Ширина, мм                          | 2500                                    |
| Высота по крыше, мм                 | 3150                                    |
| Низкопольность, %                   | 100                                     |
| Салон                               |                                         |
| Количество дверей для пассажиров    | 4                                       |
| Двигатель                           |                                         |
| Модель двигателя                    | MAN D0836 MAN D2066                     |
| Количество цилиндров                | 6                                       |
| Мощность, л. с.                     | 290 320                                 |
| Трансмиссия                         |                                         |
| Модель коробки передач              | ZF 6HP500                               |
| Тип коробки передач                 | автоматическая                          |
| Количество передач                  | 6                                       |
| Подвеска                            |                                         |
| Тип задней подвески                 | Зависимая, пневматическая               |
| Тип передней подвески               | Зависимая, пневматическая               |

## Рестайлинг автобусов Volgabus
Начиная с 2021 года, Volgabus перешёл на выпуск обновлённого модельного ряда автобусов. 
- Электробус Volgabus-5270.E0 — c мая 2021 года [56]
- Volgabus-4298  —  с мая 2022 года [57][58]
- Volgabus-5270 — с мая 2023 года[59]
- Volgabus-6271 — c 2024 года [60]
- Volgabus-6270 — с 2025 года[61]

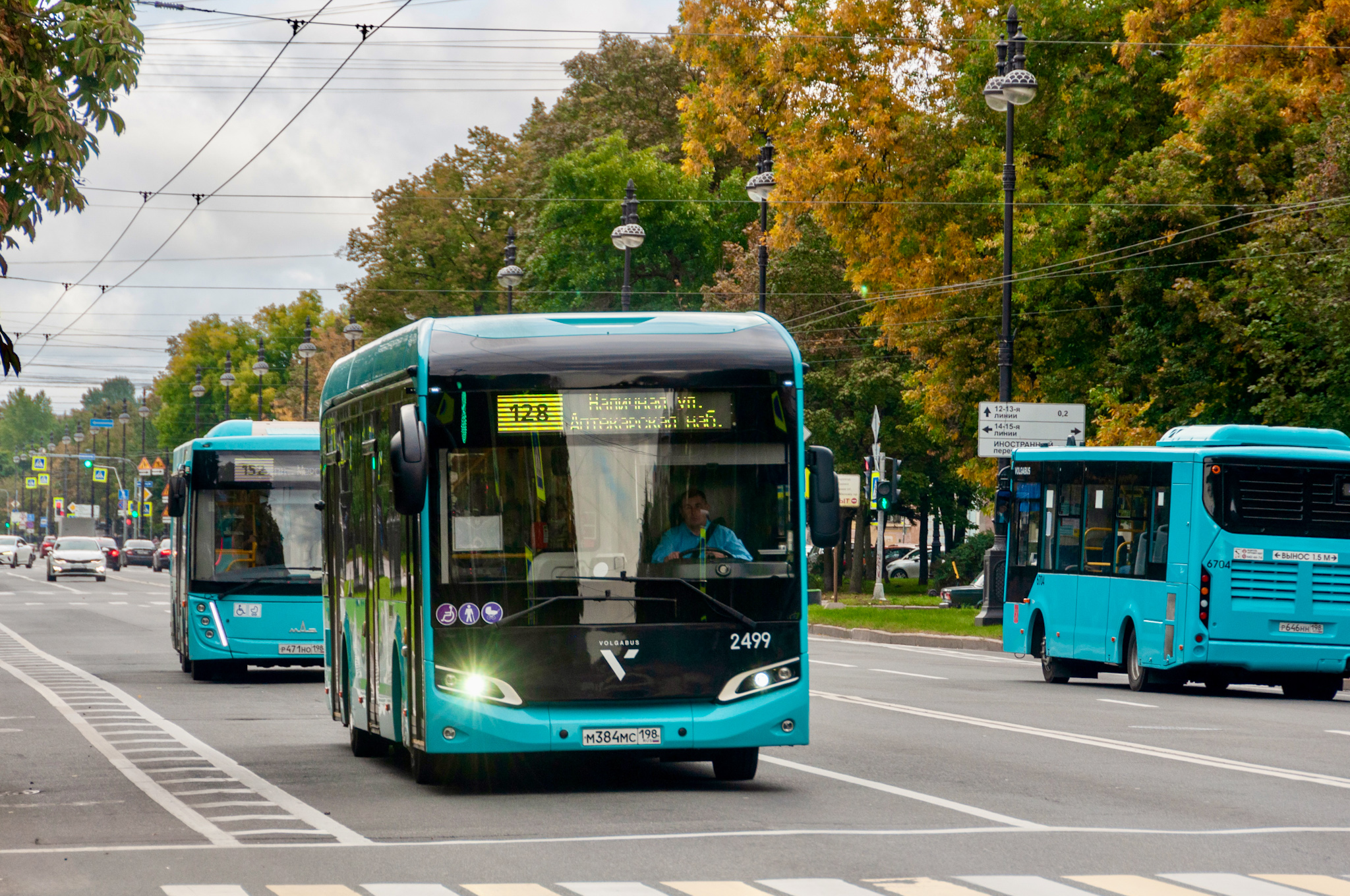
Электробус Volgabus-5270.E0 на 128 маршруте в Петербурге
Volgabus-5270.G4 (CNG) в Волгограде
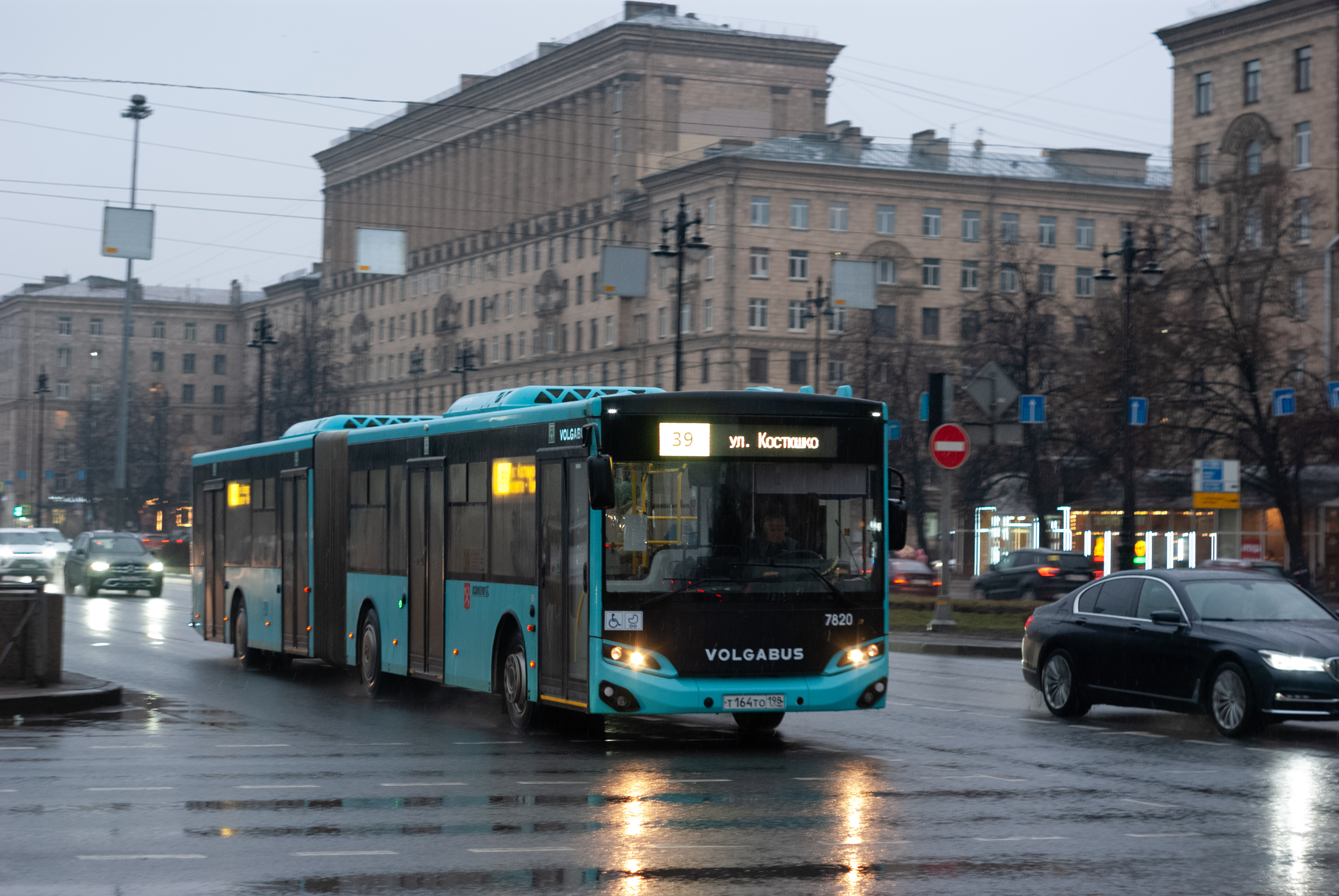
Volgabus-6271.02  (после рестайлинга) в Санкт-Петербурге
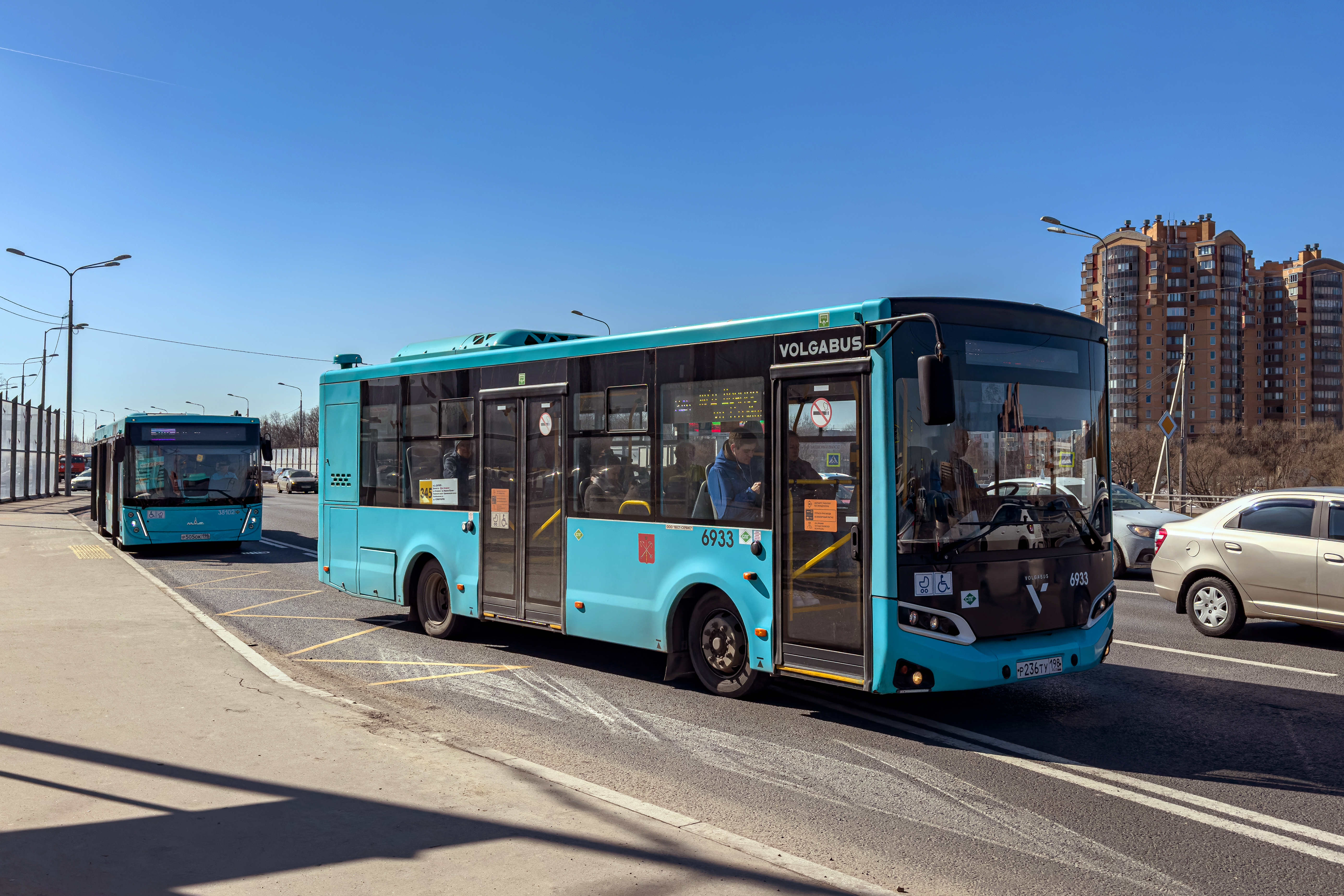
Volgabus-4298.G4 СПГ на проспекте Маршала Жукова в Санкт-Петербурге
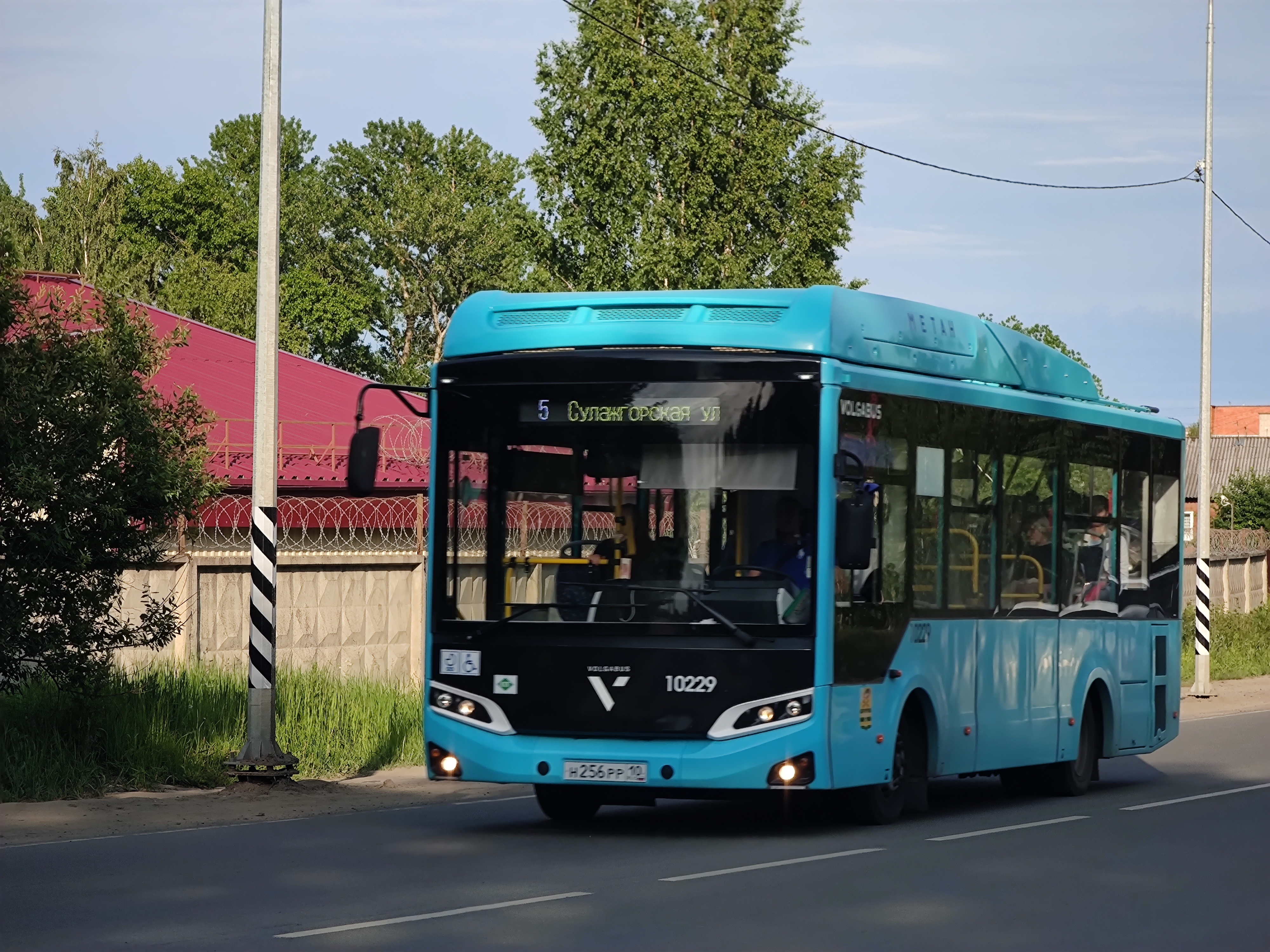
Volgabus-4298.G4 КПГ на Пограничной улице в Петрозаводске, маршрут № 5